# Escut de Llanars
L'escut oficial de Llanars és el símbol oficial d'aquest municipi i es descriu mitjançant el següent blasonament:
Escut caironat: de sinople, una espasa d'or acostada d'un flascó a la destra i d'un escalpel a la sinistra, ambdós d'argent; el peu d'or, quatre pals de gules. Per timbre, una corona de poble.

## Disseny
La composició de l'escut està formada sobre un fons en forma de quadrat recolzat sobre un dels seus vèrtexs, anomenat escut caironat, segons la configuració difosa a Catalunya i d'altres indrets de l'antiga Corona d'Aragó i adoptada per l'administració a les seves especificacions per al disseny oficial dels municipis dels ens locals. És de color verd (sinople), amb la representació heràldica d'una espasa de color groc (or) amb un flascó a la dreta (esquerra de l'observador) i un escalpel a l'esquerra (dreta de l'observador), ambdós de color blanc o gris clar (argent). La part inferior de l'escut (el peu) és de color groc (or) amb quatre pals de color vermell (gules).
L'escut està acompanyat a la part superior d'un timbre en forma de corona mural, que és l'adoptada pel Departament de Governació d'Administracions Locals de la Generalitat de Catalunya per timbrar genèricament els escuts dels municipis. En aquest cas, es tracta d'una corona mural de poble, que bàsicament és un llenç de muralla groc (or) amb portes i finestres de color negre (tancat de sable), amb quatre torres merletades, de les quals se'n veuen tres.

## Història

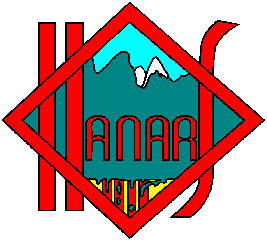
Antic emblema de Llanars.

El 18 de març de 2016, el ple de l'Ajuntament va iniciar l'expedient d'adopció de l'escut. Després dels tràmits reglamentaris, va ser aprovat el 28 de novembre de 2016 i publicat al DOGC el 14 de desembre del mateix any amb el número 7266. L'espasa, el flascó d'ungüents i l'escalpel són els atributs de sant Damià i sant Cosme, sants que havien aparegut tradicionalment als segells de la localitat. A més, incorpora el senyal dels quatre pals, ja que el poble va pertànyer a la jurisdicció reial almenys des del segle xvi.
Anteriorment, el municipi havia utilitzat un emblema molt similar a un escut, de forma caironada, amb una vora vermella i un paisatge muntanyós acompanyat a la part inferior dels quatre pals, i la paraula "Llanars" al centre, amb la "Ll" i la "S" sobresortint del cairó. En una conferència el 16 de març del 2010, respecte a l'escut de Llanars, l'heraldista Armand de Fluvià va mencionar:
| «                                      | Al Ripollès hi ha 6 municipis de 19 que no tenen l'escut oficialitzat per diversos motius (...) Camprodon i Llanars no han dit ni demanat mai res | » |
| — Armand de Fluvià, 16 de març de 2010 | |   |